# Amanita onusta
Amanita onusta là một loài nấm thuộc chi Amanita trong họ Amanitaceae. Loài này được nhà nghiên cứu người Mỹ, Elliot Calvin Howe miêu tả khoa học lần đầu tiên năm 1874, đến năm 1891, Pier Andrea Saccardo chuyển nấm về chi Amanita.